# رومينهيم
رومينهيم (بالفرنسية: Ruminghem)‏ هي بلدية تقع في إقليم باد كاليه من منطقة نور با دو كاليه في شمال فرنسا. تبلغ مساحة هذه المدينة 13.89 (كم²)، وترتفع عن سطح البحر 3 م، يبلغ عدد سكانها 1449 نسمة حسب إحصاء المعهد الوطني للإحصاء والدراسات الاقتصادية سنة 2009 م. وترأس Yves Bacquet البلدية خلال فترة (2008-2014).

## أعلام
- لويس نويل